# Xin Zhui
Xin Zhui (in cinese 辛追; ... – 168 a.C.), conosciuta anche come Signora Dai o Marchesa di Dai, fu la moglie di Li Cang (利蒼), marchese di Dai e cancelliere del regno di Changsha durante la dinastia Han occidentale dell'antica Cina.
È nota per la tomba e per i resti eccezionalmente ben conservati scoperti nel 1968, insieme a centinaia di preziosi manufatti e documenti, all'interno della collina di Mawangdui, a Changsha, nella provincia di Hunan in Cina. I reperti sono attualmente sotto la cura del Museo dell'Hunan, che li rende occasionalmente visibili al pubblico in mostre internazionali.

## Vita e morte
Xin Zhui visse uno stile di vita considerabile stravagante per il suo tempo. Le piaceva avere dei musicisti personali per l'intrattenimento, a cui ordinava di suonare ora per le feste, ora per il suo gradimento personale. Lei stessa si dilettava forse a suonare musica, in particolare con il qin, tradizionalmente associato alla raffinatezza e all'intelletto. In quanto nobile, Xin Zhui aveva inoltre accesso a una varietà di cibi pregiati, inclusi vari tipi di carne, riservati alla famiglia reale e ai membri della classe dirigente. La maggior parte dei suoi abiti era prodotta in seta e altri tessuti preziosi e possedeva una varietà di cosmetici.
Xin Zhui soffriva di una serie di disturbi che l'avrebbero infine portata alla morte. Era affetta da trombosi coronarica e arteriosclerosi, molto probabilmente legate all'eccessivo aumento di peso dovuto a uno stile di vita sedentario. Ha anche sofferto di calcoli biliari, uno dei quali si è depositato nel suo dotto biliare. Inoltre un problema alla colonna vertebrale contribuì a diminuire ulteriormente la sua attività fisica.
Tra lo stomaco, l'intestino e l'esofago sono stati trovati ben 138 semi di melone. Si deduce che sia morta in estate, quando maturano anche i meloni. La presenza di semi nello stomaco indica che sia morta entro due o tre ore dopo aver mangiato il frutto.
Xin Zhui morì intorno ai 50 anni di età, nel 168 a.C. e fu sepolta in una tomba ampia e sontuosa a Mawangdui in Changsha, insieme a più di 1000 oggetti, dai recipienti per bevande e cibo, gli abiti di seta e agli arazzi, alle statuette raffiguranti musicisti e gente in lutto.

## Scoperta

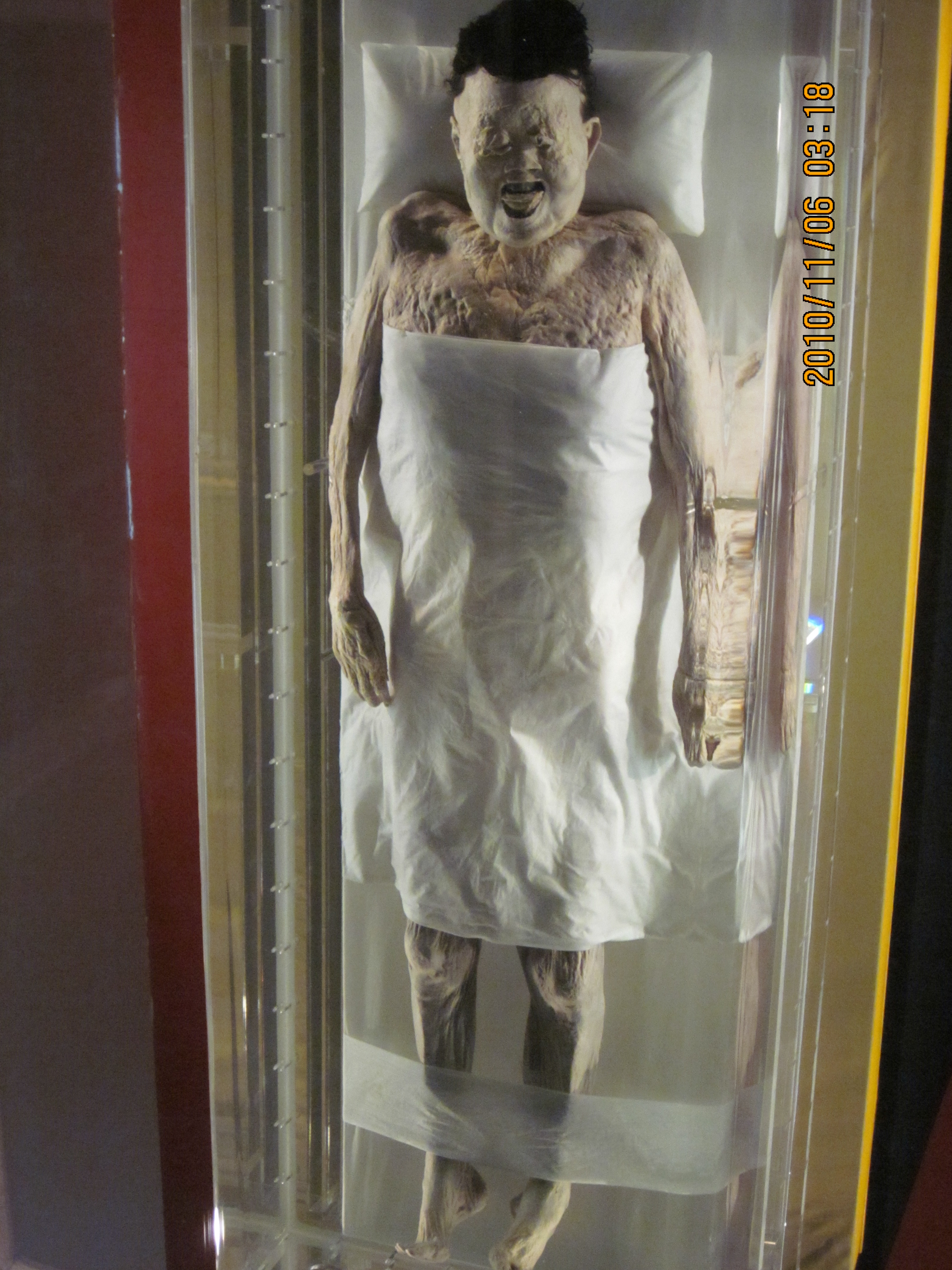
Il corpo preservato di Xin Zhui.

Nel 1968 dei lavoratori che scavavano un rifugio antiaereo per un ospedale vicino a Changsha portarono alla luce la tomba di Xin Zhui, così come le tombe di suo marito e di un giovane che si suppone comunemente essere suo figlio (tre tombe in totale). Gli archeologi iniziarono un ampio scavo del sito a partire dal gennaio 1972, con l'assistenza di oltre 1.500 studenti delle scuole superiori locali. Il corpo di Xin Zhui è stato rinvenuto all'interno di quattro costruzioni di pino rettangolari che si trovavano l'una nell'altra, sepolte sotto strati di carbone vegetale e argilla pressata. Il cadavere era avvolto in venti strati di indumenti legati con nastri di seta.
Il corpo della donna era straordinariamente preservato in un fluido acido sconosciuto all'interno della bara. La sua pelle era morbida e umida, con i muscoli che le permettevano ancora di flettere le braccia e le gambe alle articolazioni. Anche gli organi e i vasi sanguigni erano intatti, con tracce di sangue di tipo A nelle vene. Sulla sua testa c'erano dei capelli, con una parrucca appuntata con un fermaglio sulla parte posteriore della testa. C'era la pelle sul suo viso e le sue ciglia e i suoi peli del naso esistono ancora.
La membrana timpanica dell'orecchio sinistro era intatta e le impronte delle dita e dei piedi erano distinte. Questo stato di conservazione ha permesso ai medici dell'Istituto medico provinciale di Hunan di eseguire un'autopsia il 14 dicembre 1972. Molto di ciò che si sa sullo stile di vita di Xin Zhui derivava da questo e da altri esami. Più di 1.000 preziosi artefatti sono stati trovati con il corpo di Xin Zhui.

## Descrizione della tomba

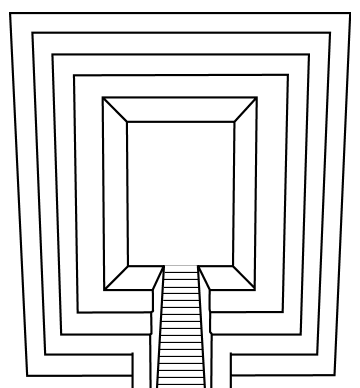
Diagramma della tomba n°1, all'interno della quale è stato rinvenuto il corpo di Xin Zhui.

La tomba di Xin Zhui si compone di quattro bare di dimensioni decrescenti che si chiudono l'una nell'altra. La prima bara, la più esterna, è dipinta in nero, con immagini che ritraggono i temi della morte e della rinascita, della protezione nell'aldilà e dell'immortalità.
La seconda bara ha nuovamente uno sfondo nero ma presenta un motivo di nuvole stilizzate e divinità protettive, insieme a degli animali di buon auspicio che vagano per un universo vuoto. Emerge una piccola figura, la donna deceduta: viene mostrata solo la parte superiore del suo corpo, perché sta già entrando nel mondo misterioso.
La terza bara mostra colori e iconografia diversi. È rosso brillante, colore dell'immortalità, e i motivi decorativi includono animali divini e un essere immortale alato che fiancheggia il monte Kunlun dalle tre vette, simbolo di felicità eterna. All'interno della tomba, sopra la quarta e ultima bara, gli scavatori hanno trovato uno stendardo di seta dipinta lungo circa due metri.
Al pannello di copertura della bara furono attaccate piume di colore giallo e nero, poiché la gente del tempo credeva che per volare fino al cielo e raggiungere l'immortalità bisognasse attraversare una fase di "piumaggio", ovvero la crescita delle piume.
Nella dinastia Han occidentale le sepolture elaborate e sontuose erano una pratica comune. Una delle ragioni era la nozione di imperitura dell'anima: si credeva che i morti abitassero un altro mondo e che avessero bisogno di cibo e alloggio proprio come i vivi. Pertanto, la consacrazione per i morti dovrebbe essere la stessa di quella prevista per i vivi, e tutte le necessità della vita dovrebbero essere portate nella tomba per l'uso nell'aldilà. Un'altra ragione era l'enfasi sulla pietà filiale in quel periodo. Nella dinastia Han, la pietà filiale era diventata un approccio importante per diventare un ufficiale, e le sepolture elaborate e sontuose sono un modo significativo per mostrare pietà filiale ai propri genitori defunti.

## Importanza
Il ritrovamento del corpo e della tomba di Xin Zhui è considerato una delle scoperte archeologiche più importanti del ventesimo secolo. Oltre a comprendere alcuni dei resti umani meglio conservati mai scoperti in Cina, il contenuto della tomba di Xin Zhui ha rivelato molte notizie prima sconosciute sulla vita nella dinastia Han.
La scoperta continua a far avanzare i campi dell'archeologia e della scienza nel XXI secolo, in particolare nell'area della conservazione di antichi resti umani.